# Pukatein
Pukatein je alkaloid koji je prisutan u kori novozelandskog drveta Laurelia novae-zelandiae ("Pukatea"). Ekstrakt kore se koristi kao tradicionalni maorski biljni lek koji deluje kao analgetik. Smatra se da je pukatein aktivna komponenta, jer je sličan po strukturi i aktivnosti sa alkaloidima poput glaucina i tetrahidropalmatina koji su prisutni u kineskim medicinskim biljkama sa analgetskom primenom. Pukatein ima višestruke mehanizme dejstva, pri čemu su najprominentnija njegova dejstva kao agonist D2 dopaminskog receptora i antagonist α1 adrenergičkog receptora.